# 伦伦
伦伦是一只雌性大熊猫，1997年8月25日出生于成都大熊猫繁育研究基地，父母分别为林楠与冰冰。牠出生时名为华华，后来被台湾歌星苏慧伦认养，并改名为“伦伦”。
1999年11月，牠同雄性大熊猫洋洋一起前往美国亚特兰大动物园。2004年与2005年时曾接受人工授精，但未能产仔。2006年9月6日与2008年8月30日牠先后产下幼仔，分别名为美兰与喜兰。2010年11月3日伦伦第三次生育（名：Po雌性寶寶；寶蘭）並为当年全球最晚产仔的雌性大熊猫。
2013年7月15日伦伦第四次生育，生下牠的第一對雙胞胎，分別命名為美輪Mei Lun与美奐Mei Huan（雌性寶寶）。